# Giuseppe Fiorelli
Giuseppe Fiorelli (8. juni 1823 i Neapel - 29. januar 1896 sammesteds) var en italiensk oldgransker.
Fiorelli blev 1845 Leder af Udgravningerne i Pompeji, men afskedigedes 1849 pga. sine 
poliliske Anskuelser; da Bourbon’erne forjoges, fik han sin tidligere Post igen og blev 1862 
tillige Direktør for Nationalmuseet i Neapel; 1861—64 var F. tillige Prof. i Arkæologi ved Univ. 
i Neapel. 1865 blev han Senator, forflyttedes 1875 til Rom som Generaldirektør for Museer 
og Udgravninger smst. og blev 1881 Generaldirektør for alle Mus. og Udgravninger i Kongeriget Italien. 
Om Pompeji har F. skrevet: Pompeianarum antiquitatum historia (3 Bd, 1860—64), 
desuden en Destcrizione (1875), en Guida (1877) og Beretninger om Fund og Udgravningernes 
Gang (Giornale degli scavi di Pompei). F. har desuden udg. Catalogo del Museo di 
Napoli, Documenti inediti per servire alla storia dei Musei d’Italia (hidtil 4 Bd, 1878 ff.); 
Rapporto sulle scoperte fatte in Italia dal 1846 al 1866 (1867); en Undersøgelse om de oskiske 
Indskrifter (1855); en Beskrivelse af malede Vaser fra Cumæ (1857) foruden mange Afh. i 
lærde Tidsskrifter, især i Atti dell’Academia dei Lincei (Rom). F. redigerede 1846—51 Annali di numismatica.